# Перевал разбитых сердец
«Перевал разбитых сердец» (англ. Heartbreak Ridge) — кинофильм США 1986 года, посвящённый американскому вторжению на Гренаду в 1983 году. Продюсером и режиссером выступил Клинт Иствуд, который также снялся в фильме. Помимо него снимались Марша Мейсон, Эверетт МакГилл и Марио Ван Пиблс. Выпущен в США 5 декабря 1986 года и занял 18-е место общегодовое по кассовым сборам.
Название происходит от битвы у Хребта разбитых сердец во время Корейской войны, в которой персонаж Иствуда был награжден Почетной медалью.

## Сюжет
Клинт Иствуд играет в этом фильме Тома Хайвея, ветерана корейской и вьетнамской войн. Этот много выстрадавший и искалеченный войной человек впадает в депрессию из-за скуки и отсутствия работы, невоздержанно пьет. Он профессиональный военный, сержант первого класса Корпуса Морской пехоты США. И он возвращается домой.
Вернувшись домой Том приводит в порядок механизмы, которые должны работать как часы. И необъяснимым образом его бывшая жена вспыхивает к нему благосклонностью. 

## Прокат
При самом широком прокате в США фильм был показан в 1647 кинотеатрах и собрал 8 100 840 долларов за первые выходные. В те выходные фильм занял второе место после «Звездного пути IV: Путешествие домой». Выручка упала на 41% за вторую неделю выпуска, составив 4 721 454 доллара США. За последние выходные, показанные в кинотеатрах, фильм собрал 1 040 729 долларов. Общая сумма продаж билетов за семинедельный показ составила 42 724 017 долларов США, а общая сумма продаж билетов по всему миру составила 121,7 миллиона долларов It ranked 18th at the box office for 1986.. 

## Награды
- 1987, номинация на премию Оскар в категории «лучший звук».